# Bochica withi
Pour les articles homonymes, voir Bochica.
Genre
Espèce
Synonymes
- Ideoroncus withi Chamberlin, 1923

Bochica withi, unique représentant du genre Bochica, est une espèce de pseudoscorpions de la famille des Bochicidae.

## Distribution
Cette espèce est endémique des Antilles. Elle se rencontre à la Grenade et à Trinité-et-Tobago à la Trinité.

## Description
Le mâle décrit par Muchmore en 1984 mesure 3,0 mm.

## Systématique et taxinomie
Cette espèce a été prise pour Ideoroncus mexicanus par With en 1905 puis nommée du protonyme Ideoroncus withi par Chamberlin en 1923. Elle est placée dans le genre Bochica par Chamberlin en 1930.

## Étymologie
Cette espèce est nommée en l'honneur de Carl Johannes With.

## Publications originales
- Chamberlin, 1923 : New and little known pseudoscorpions, principally from the islands and adjacent shores of the Gulf of California. Proceedings of the California Academy of Sciences, sér. 4, vol. 12, no 17, p. 353-387 (texte intégral).
- Chamberlin, 1930 : A synoptic classification of the false scorpions or chela-spinners, with a report on a cosmopolitan collection of the same. Part II. The Diplosphyronida (Arachnida-Chelonethida). Annals and Magazine of Natural History, sér. 10, vol. 5, p. 1-48 & 585-620.